# Antonios Tsitas
Antonios Tsitas (griechisch Αντώνηος Τσίτας; * 1874; † unbekannt) war ein griechischer Tauzieher und Ringer.

## Erfolge
Antonios Tsitas nahm an den Olympischen Zwischenspielen 1906 in Athen unter anderem im Tauziehen teil. Bei diesen trat er gemeinsam mit Spyros Lazaros, Georgios Papachristou, Spyros Vellas, Vasilios Psachos, Konstantinos Lazaros, Panagiotis Trivoulidis und Georgios Psachos an. Die Mannschaft erreichte nach einem 2:0-Sieg gegen Schweden das Finale, in dem sie der Mannschaft des Deutschen Reiches mit 0:2 unterlagen, womit Tsitas und seine Mitstreiter die Silbermedaille erhielten.
Darüber hinaus startete er im Mittelgewicht des griechisch-römischen Stils, bei dem er in der ersten Runde ausschied.